# Films Pomereu
Pour les articles homonymes, voir Pomereu.
Les Films Pomereu était une société de production déléguée, dirigée par Bertrand Javal (21 novembre 1926 - 20 décembre 1987). La société devait produire le film Le Crocodile de Gérard Oury dont elle avait déjà produit Les Aventures de Rabbi Jacob mais le film n'a jamais vu le jour et la société a ainsi fait faillite.
La société (Siren 582018743) a été radiée le 28 février 2011.

## Longs métrages produits
| Titre                          | Année         | Réalisateur            |
| ------------------------------ | ------------- | ---------------------- |
| Les Yeux de l'amour            | 1959          | Denys de la Patellière |
| Les Grandes Personnes          | 1960 ou 1961  | Jean Valère            |
| Le Petit Garçon de l'ascenseur | 1962          | Pierre Granier-Deferre |
| À cœur joie                    | 1966 ou 1967  | Serge Bourguignon      |
| L'Aveu                         | 1969 ou 1970, | Costa-Gavras           |
| La Maison sous les arbres      | 1971          | René Clément           |
| Le Fils                        | 1972 ou 1973  | Pierre Granier-Deferre |
| Les Aventures de Rabbi Jacob   | 1973          | Gérard Oury            |
| Cousin, Cousine,               | 1975          | Jean-Charles Tacchella |

## Long métrage non sorti
- Le Crocodile de Gérard Oury